# M-7,62x54
«M-7,62x54» — прототип української модифікації СВД в компонуванні буллпап.

## Історія
27 квітня 2016 року, на військовому полігоні біля селища Дівички Київської області відбулася презентація нових зразків озброєнь. На презентації були представлені нові і модернізовані зразки озброєння, військова техніка й автоматизовані системи керування вогнем ракетних і артилерійських підрозділів. Серед інших зразків озброєння була продемонстрована нова розробка ПАТ Завод «Маяк» — булл-пап модифікація радянської гвинтівки СВД.

## Опис
Гвинтівка виконана в компонуванні булл-пап, що дає можливість зменшити її розміри та вагу. Для зменшення віддачі і дульного спалаху у гвинтівки є дульне гальмо. Гвинтівка має згори і знизу рейки Пікатіні, які дозволяють встановлювати різну оптику та ручки. Для боєпостачання гвинтівка використовує магазини від СВД.